# 아야 캐시
아야 캐시(Aya Cash, 1982년 7월 13일 ~ )는 미국의 배우이다.

## 출연 작품
- 게임 오버, 맨! (2018)
- 메리 고즈 라운드 (2017)
- 이지 (2016)
- 유어 더 워스트 시즌2 (2015)
- 유어 더 워스트 시즌1 (2014)
- 로이터링 위드 인텐트 (2014)
- 더 해피하우스 (2013)
- 비긴 어게인 (2013)
- 슬립워크 위드 미 (2012)
- 트래픽 라이트 (2011)
- 오렌지 (2011)
- 더 비츠 인 비트윈 (2009)
- 오프 잭슨 애비뉴 (2008)
- 윈터 오브 프로즌 드림스 (2008)
- 더 클럽 (2008)